# (16495) 1990 SR8
A (16495) 1990 SR8 a Naprendszer kisbolygóövében található aszteroida. Eric Walter Elst fedezte fel 1990. szeptember 22-én.